# 임영호
임영호(林榮鎬, 1955년 5월 15일~)는 대한민국의 정치인이다. 대한민국 국회의원, 한국철도공사(KORAIL) 상임감사, 대전 동구청장을 지냈다. 대전 동구 출생이다.

## 학력
- 1967 산내초등학교
- 1970 충남중학교
- 1973 충남고등학교
- 1980 한국방송통신대학교 행정학 학사
- 1983 한남대학교 경영학 학사
- 1991 서울대학교 대학원 도시계획학 석사
- 2002 한남대학교 대학원 행정학 박사

## 생애
1955년 5월 15일에 대전광역시 동구 산내에서 태어났으며, 2살 때 부친의 별세로 어려운 환경에서 성장했다. 젊은 시절 어려운 환경에서도 9급, 7급, 행정고시를 내리 합격하여 공직자의 길을 걷기 시작한 입지전적인 인물이다. 39세에 고향인 대전 동구의 구청장을 역임하는 것을 시작으로 3번 대전 동구청장을 지냈다.
대전 동구청장 재임시 대전 동서관통도로를 개통했고 16개 주거환경 개선사업을 추진했으며 가오지구 개발, 낭월지구 개발, 용수골 대학촌 개발사업을 추진했다. 중앙시장과 대전역세권에 대규모 공영주차장을 건립했고 중앙시장 아케이드 건립에 노력을 기울였고, 구청사에 문화갤러리, 가양동에 문화정보관을 개관하고, 인동장터 만세운동 재연 행사를 만들었으며 대전 동구에 각종 도서관, 복지관, 체육관, 노인회관 등을 건립하여 동구의 문화복지 인프라를 확충했다. 또한 민원처리 서비스의 질적 향상을 위해 행정착오보상제도, 해피콜 제도, 행정서비스 헌장의 제정, 구정 설명회, 동장회의 주민참관 제도 등을 실시하였다.
그 결과 그의 동구청장 재임시 대전 동구는 2년 연속 전국 최우수기관으로 대통령 표창을 받았으며, 한국지방자치경영대상 최우수 단체, 월간 신동아에서 뽑은 전국 기초단체 베스트 선정의 영예를 안기도 했다.
2008년 제18대 국회의원 선거에서 자유선진당으로 대전 동구에서 당선되었다.
이후 대한민국 국회에서 경제정책과 법안을 논의하는 국회 기획재정위원회 간사, 국가의 예산안을 심의하여 정하는 국회 예산결산특별위원회 위원, 금융과 공정거래정책 및 법안을 논의하는 국회 정무위원회 위원을 역임하고 그밖에도 국회 공기업관련대책특별위원회 간사, 국회 윤리특별위원회 간사, 국제경기대회지원특위 간사도 역임하였다.
이후 2014년부터 2017년까지 한국철도공사(KORAIL) 상임감사를 역임하였다.

## 역대 선거 결과
|  | 60.61% |

|  | 56.71% |

|  | 33.66% |

|  | 49.79% |

|  | 29.30% |

## 같이 보기
- 동구 (대전 선거구)
- 대전 동구의 국회의원
- 대전 동구청장